# Слон сицилійський карликовий
Слон сицилійський карликовий (Elephas falconeri або Palaeloxodon falconeri) — вимерлий сицилійсько-мальтійський вид, що мешкав в пізньому плейстоцені. Мав походження від Слона прямобивневого лісового.
У 1867 році Джордж Буск описав вид Elephas falconeri, дослідивши найдрібніші моляри, відібрані з матеріалу, спочатку віднесеного Х'ю Фалконером до виду Elephas melitensis. Цей острівний слон є прикладом острівної карликовості і досягав 90 см в холці. Предки цього слона, найімовірніше, досягли середземноморських островів за часів регресії світового океану, під час гляціалу.